# Proud to Commit Commercial Suicide
Proud To Commit Commercial Suicide es un álbum en vivo de la banda de metal industrial Nailbomb, y captura la única presentación en vivo de la agrupación en el festival de 1995 Dynamo Open Air. El título hace referencia al hecho que la misma banda declaró que únicamente grabaría un disco de estudio.

## Lista de canciones
Todas las canciones escritas por Cavalera y Newport, excepto donde se indica.

| N.º | Título                                  | Duración |  |
| 1.  | «Wasting Away»                          | 3:56     |  |
| 2.  | «Guerillas»                             | 3:27     |  |
| 3.  | «Cockroaches»                           | 4:07     |  |
| 4.  | «Vai Toma no Cú»                        | 4:10     |  |
| 5.  | «Sum of Your Achievements»              | 2:52     |  |
| 6.  | «Religious Cancer»                      | 4:34     |  |
| 7.  | «Police Truck (cover de Dead Kennedys)» | 3:11     |  |
| 8.  | «Exploitation (cover de Doom)»          | 2:09     |  |
| 9.  | «World of Shit»                         | 3:26     |  |
| 10. | «Blind and Lost»                        | 2:09     |  |
| 11. | «Sick Life»                             | 6:53     |  |
| 12. | «While You Sleep, I Destroy Your World» | 5:09     |  |
| 13. | «Zero Tolerance»                        | 6:32     |  |

## Personal

### Nailbomb
- Max Cavalera - Voz, guitarra
- Alex Newport - Voz, guitarra

### Músicos adicionales
- Rhys Fulber - teclados
- Richie Bujinowski - guitarras
- Dave Edwardson - bajo
- Scoot Doom - bajo
- Evan Seinfeld - bajo
- Igor Cavalera - batería
- Barry Schneider - batería
- D.H. Peligro - batería